# Миска

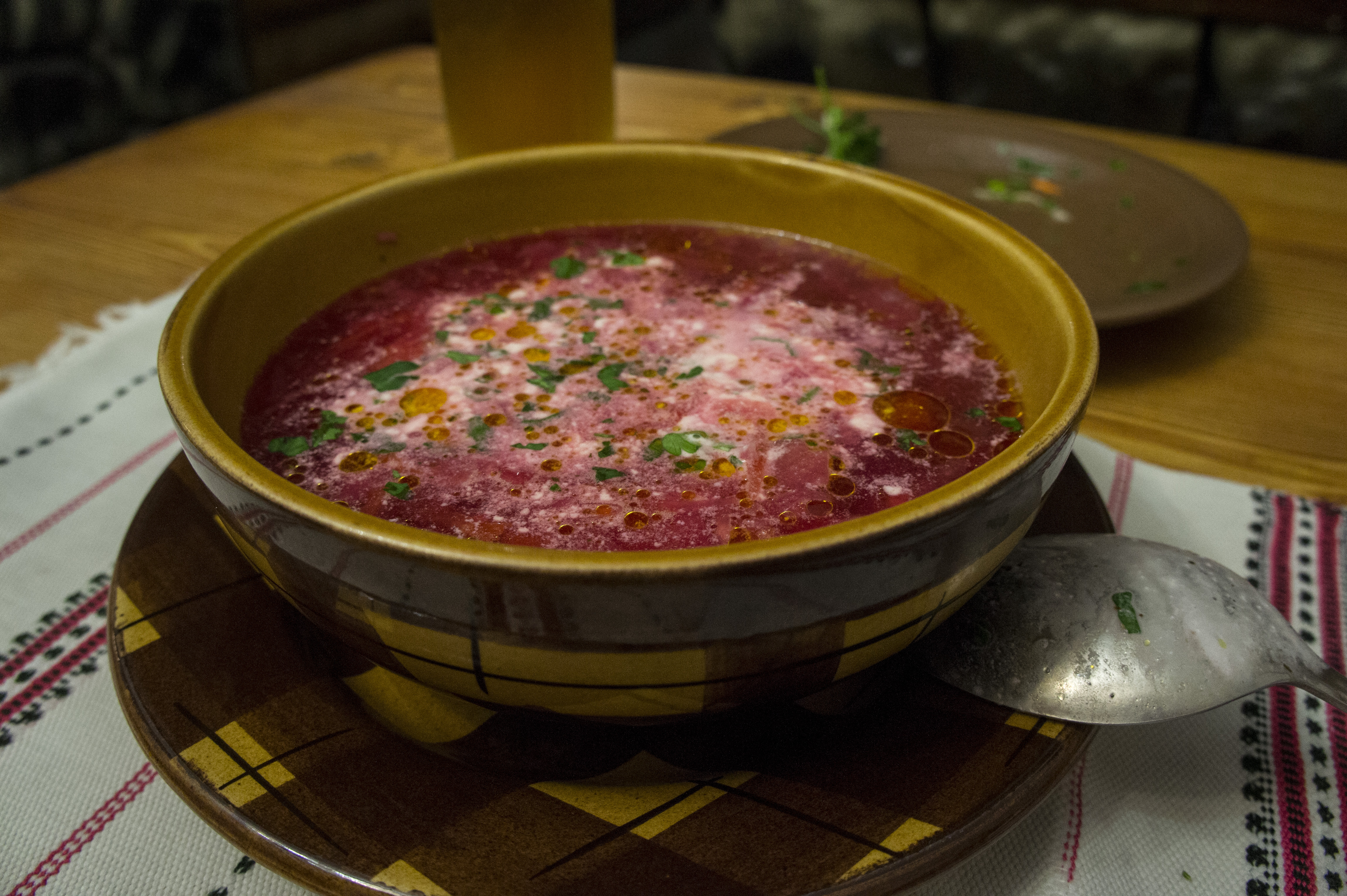
Миска з борщем

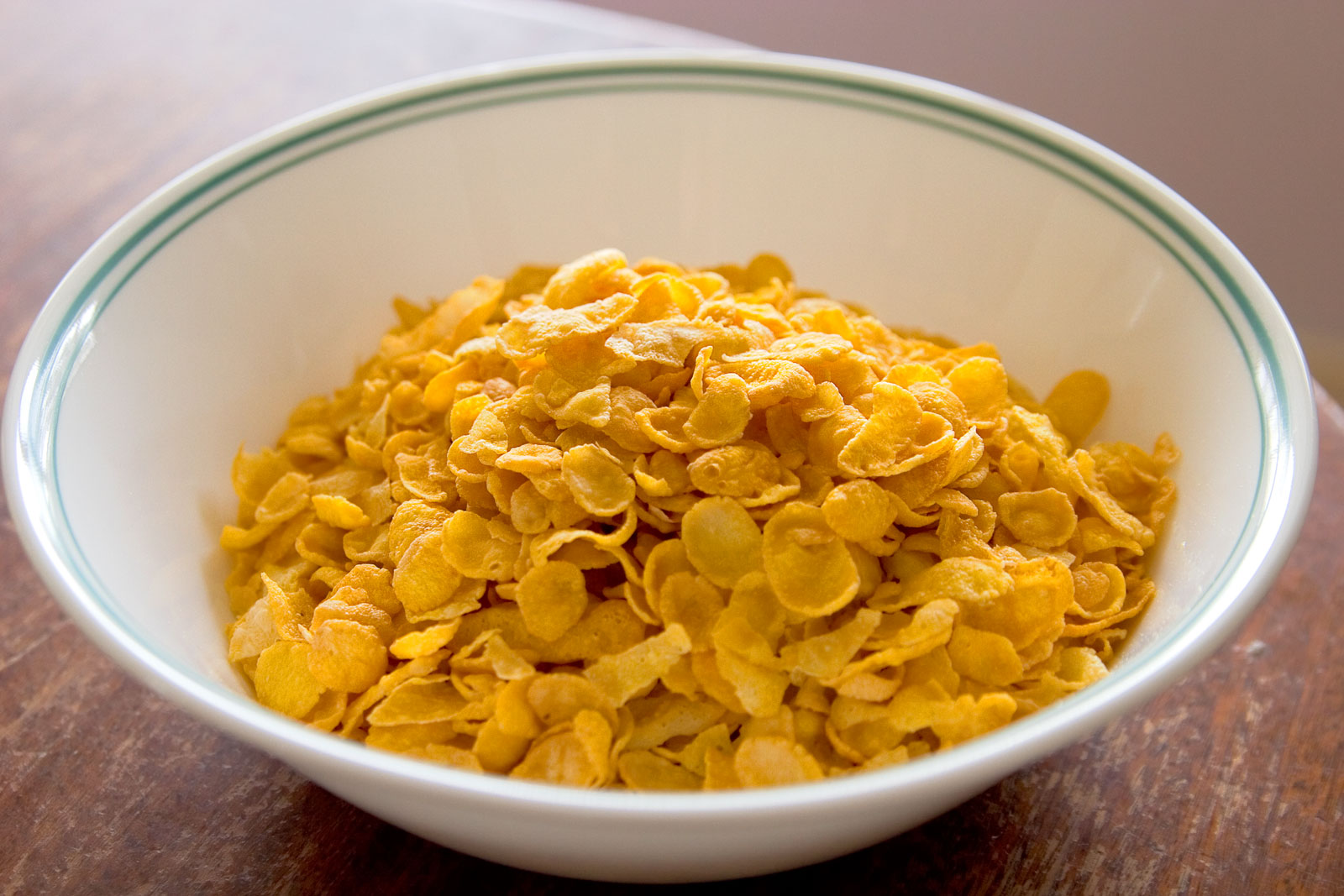
Миска з кукурудзяними пластівцями.

Ми́ска (заст. ми́са) — вид столового начиння, зазвичай для рідких страв (супи, юшки) у вигляді глибокого, круглого виробу з направленими вгору краями. За своєю функцією близькі до глибоких тарілок, але з більш розплющеними краями.
Слово «миса» має латинське походження: через посередництво дав.-в.-нім. mias («стіл») походить від нар.-лат. mēsa — форми лат. mēnsa («стіл», пор. «менса»).
Миски бувають керамічними, металевими, скляними, дерев'яними, пластиковими та навіть паперовими. Мають форму півсфери, що зближує миску з горнятком. Проте, миска зазвичай більша і з неї не п'ють, а їдять ложкою.
Мискою також називають практично ідентичний предмет начення, який використовують для годування тварин, особливо домашніх, як псів, котів та інших.
Скляні чи порцелянові миски використовують для подавання салатів (салатниці).
З прадавніх часів миска була традиційно головним наченням у селах України. Миски зберігали на полицях або в шафах, які називалися ми́сниками.

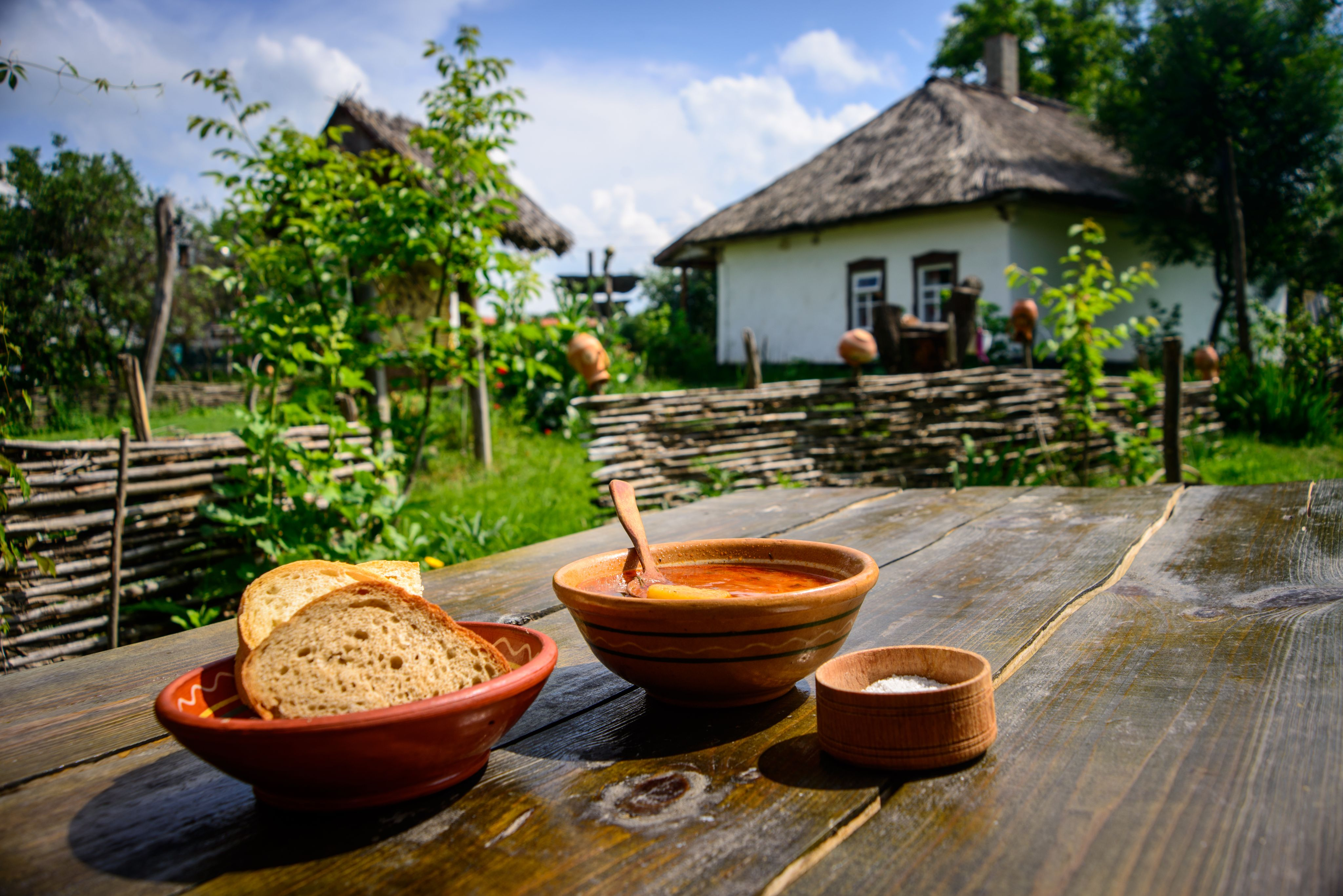
Миска з борщем
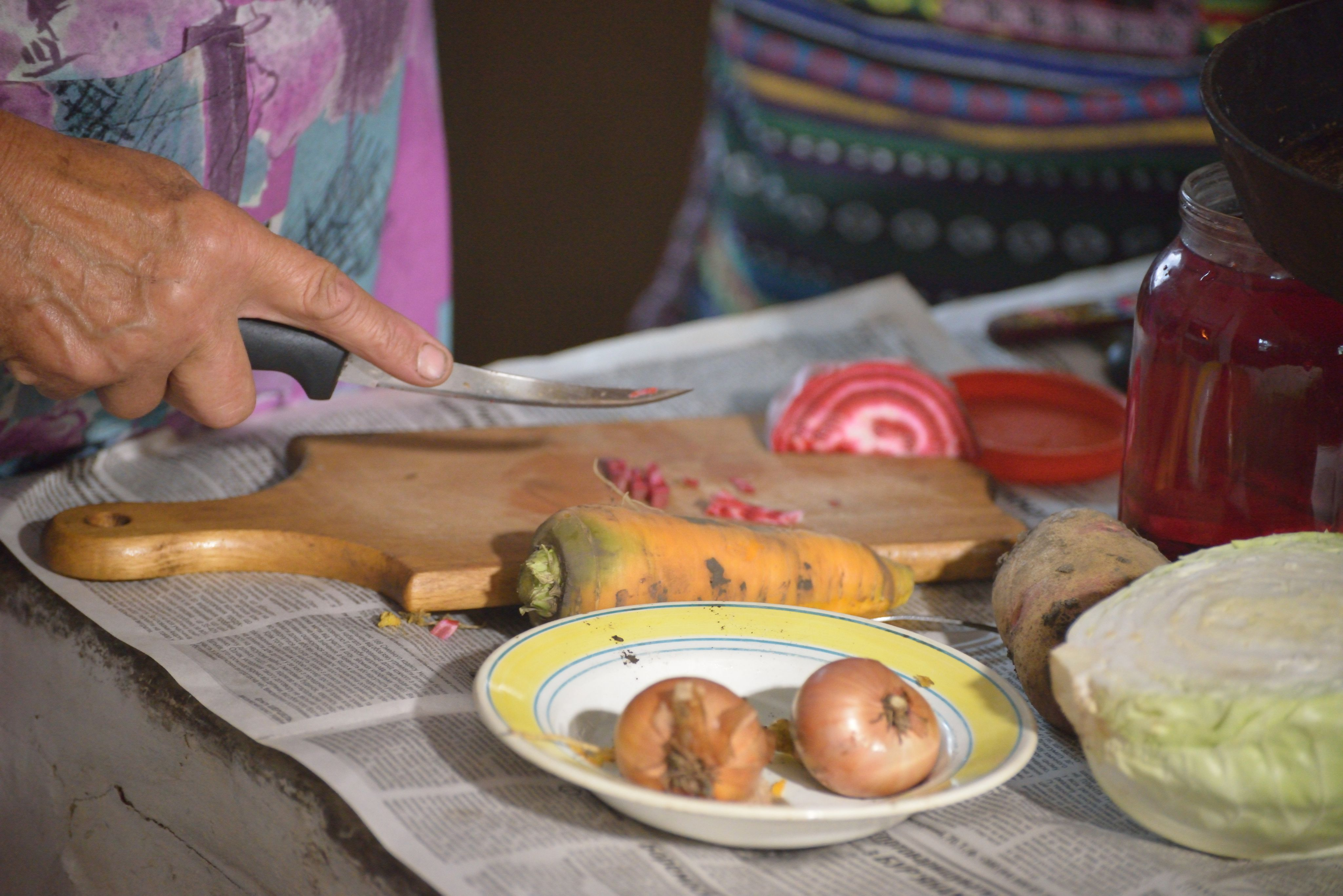
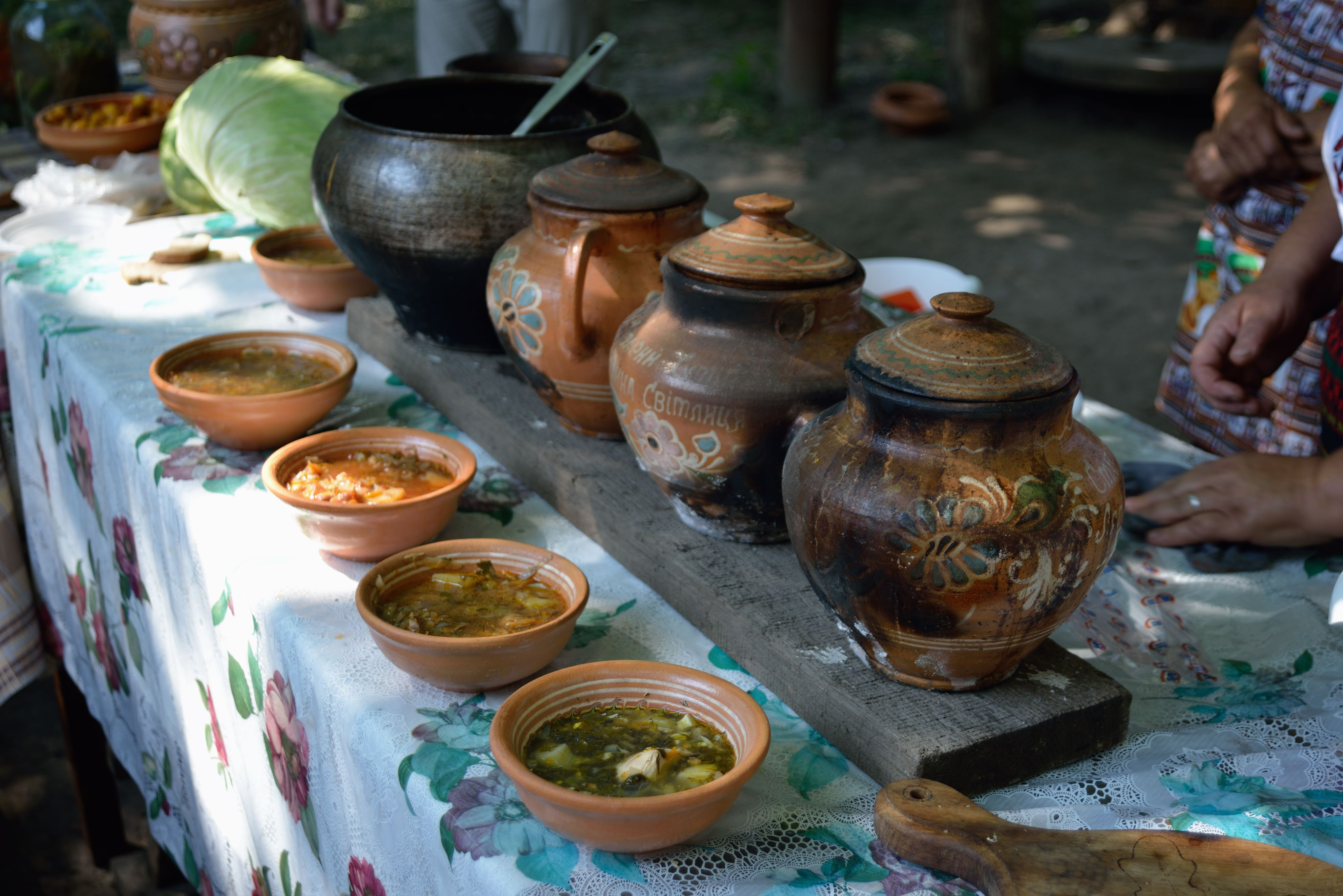
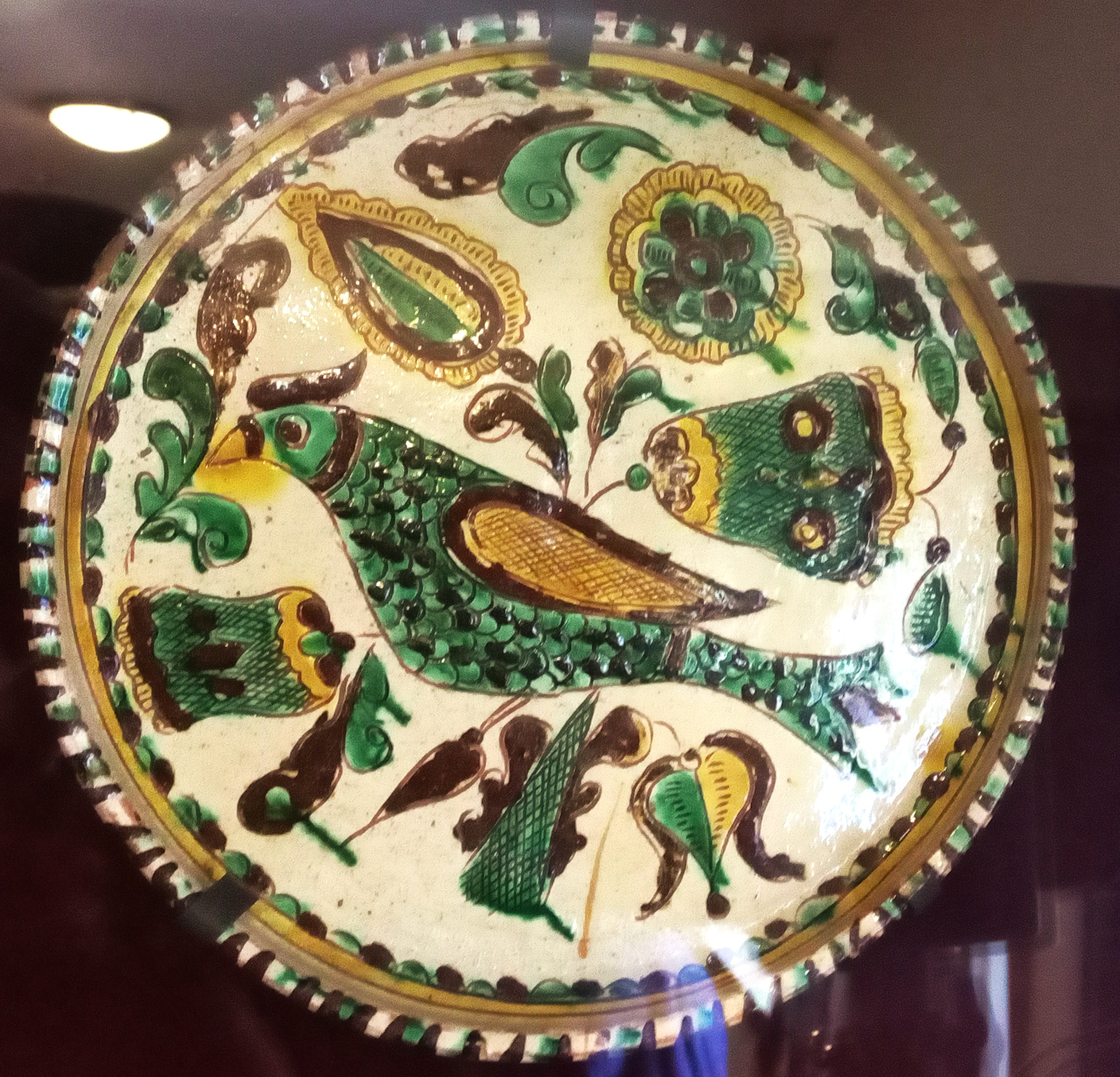
Миска косівська кераміка